# 納莫里克環礁
納莫里克環礁是太平洋由2個島嶼組成的環礁，屬於拉利克礁鏈的一部分，是馬紹爾群島24個立法選區（legislative district）之一，位於賈盧伊特環礁西南145公里、埃崩環礁西北117公里，總土地面積2.8平方公里，中央的潟湖面積8.4平方公里，1998年人口814。

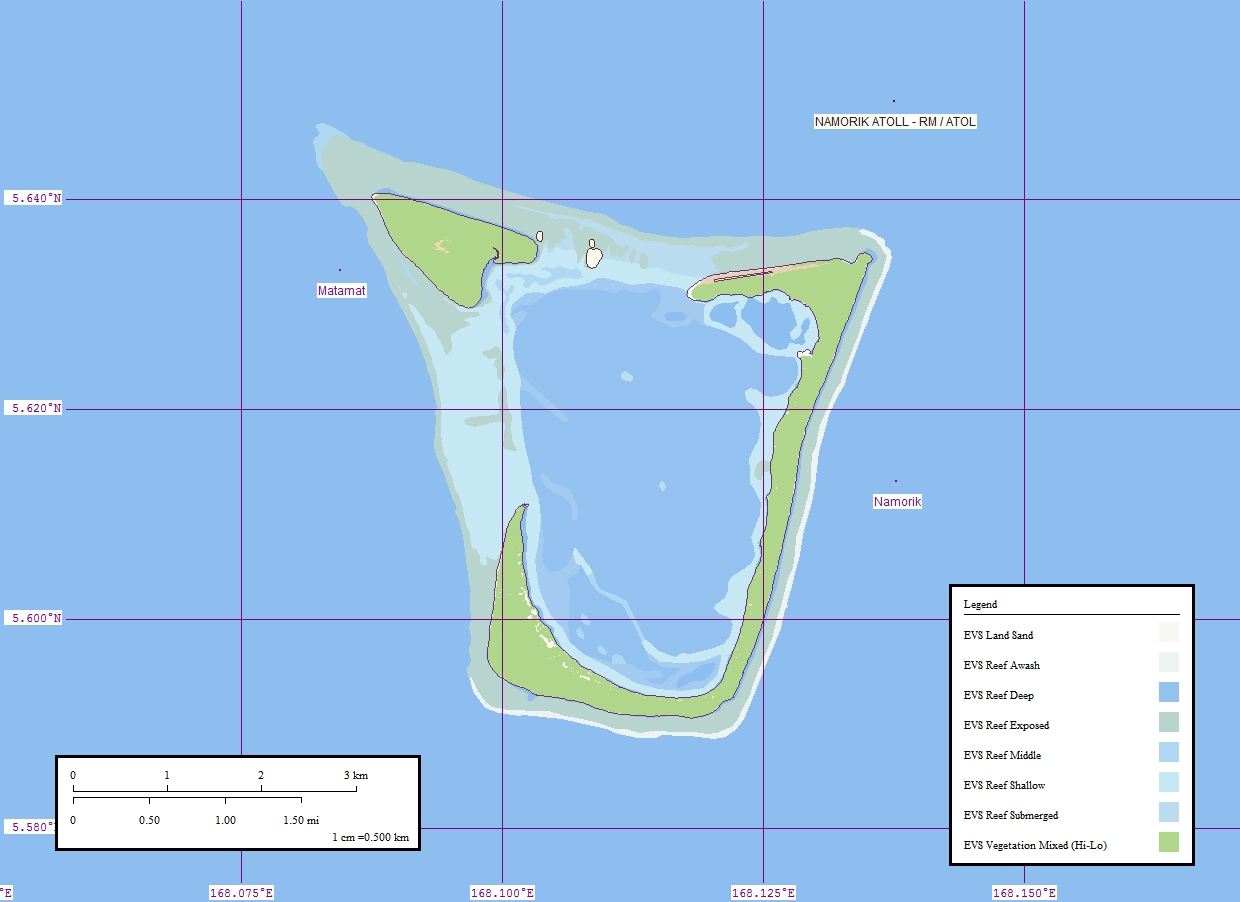
納莫里克環礁地圖（比例1:50,000）

## 外部連結
- EVS-Islands: Namorik Atoll MH
- Entry at Ocendots
- Marshall Islands site （页面存档备份，存于）